# Народи и народности СФРЈ
Народи и народности била је синтагма која је коришћена у Социјалистичкој Федеративној Републици Југославији (СФРЈ) како би се избегли појмови — нација и национална мањина.Термин народ означавао је југословенске народе, док је термин народност означавала националне мањине које су живеле у Југославији. Уведена је Уставом СФРЈ донетим 7. априла 1963, а користила се и у Уставу СФРЈ усвојеном 12. фебруара 1974. године.
Народ — проширена заједница сродника који потичу од истих предака, имају исте или сличне обичаје и говоре исти језик — означавао је шест југословенских народа: Македонце, Муслимане, Словенце, Србе, Хрвате и Црногорце. За разлику од прве Југославије, створене 1918, која је као засебне етничке групе признавала само три југословенска народа — Словенце, Србе и Хрвате, друга Југославија је на основу одлука Другог заседања АВНОЈ-а, као посебан народ признала — Македонце и Црногорце, док су Муслимани (од 1993 користи се назив Бошњаци) статус народа добили 1968, односно 1971. године.
Народност — група народа која по пореклу не припада народу са којим живи у заједничкој држави, него је етнички део народа који живи у другој држави, али је тако концентрисана и бројна да се може користити посебним националним правима — означавала је припаднике националних мањина које су живеле у Југославији — Албанци, Аустријанци, Бугари, Власи, Грци, Италијани, Јевреји, Мађари, Немци, Пољаци, Роми, Румуни, Русини, Словаци, Турци, Украјинци и Чеси.
Према попису становништва из 1991. Југославија је имала 23.515.514 становника од чега је припадника народа било 19.165.886 лица (81,5%), а припадника народности 3.279.428 лица (13,94%). Као Југословени се изјаснило 706.594 лица (3%), док је 303.887 (1,3%) особа сврстано у категорију осталих и лица која се нису изјаснила ни определила.